# Фишер, Кэтрин
Кэтрин Фишер (англ. Catherine Fisher), (род. 28 октября 1957 в г. Ньюпорт в Уэльсе) — валлийская писательница, автор ряда книг для детей и подростков в жанре фэнтези.

## Биография
Окончила Уэльский университет. Работала учителем начальных классов и в области археологии. Известность ей принесли романы в жанре фэнтези, написанные для детей, а также поэтические сборники.
В 1989 году получила премию Welsh Arts Council для молодых авторов за сборник стихотворений Immrama. В том же году Кэтрин победила в Кардиффском Международного конкурсе поэзии.
Несмотря на присутствие в её творчестве фантастических элементов, в реальной жизни она не стремится к освоению новых технологий: не пользуется компьютером при написании книг и проводит необходимые для творчества исследования по старинке — без помощи Интернета.
В своём интервью, опубликованном на сайте издательства Random House, Кэтрин Фишер советует начинающим писателям:

«Читайте много литературы, того рода, что вы хотите написать. Прочтите книги, в которых берёт исток ваша история. Опишите то, что вы хотите написать. Не отвлекайтесь на несведущие комментарии, но если кто-то знает предмет, о котором говорит, и даёт совет, прислушайтесь к нему. Верьте в себя. Мы все способны на гораздо большее, чем можем себе представить».

Кэтрин Фишер по-прежнему живёт в Уэльсе.